# Бражник молочайный
Бражник молочайный (Hyles euphorbiae) — вид бабочек из семейства бражников (Sphingidae).
Бабочка в размахе крыльев 65—80 мм. Вечером питается на цветках, ночью прилетает на свет.
Зимуют куколки второго и частично первого поколения, иногда дважды.
Пестро окрашенные красивые гусеницы питаются на молочае. В некоторые годы в августе наблюдается массовое размножение вида, приводящее к большой скученности гусениц молочайного бражника на склонах, поросших кормовым растением. Окукливание происходит в почве.
При выкармливании гусениц этого вида в неволе на горце птичьем (Polygonum aviculare) получившиеся бабочки отличаются меньшими размерами (55—60 мм в размахе крыльев).

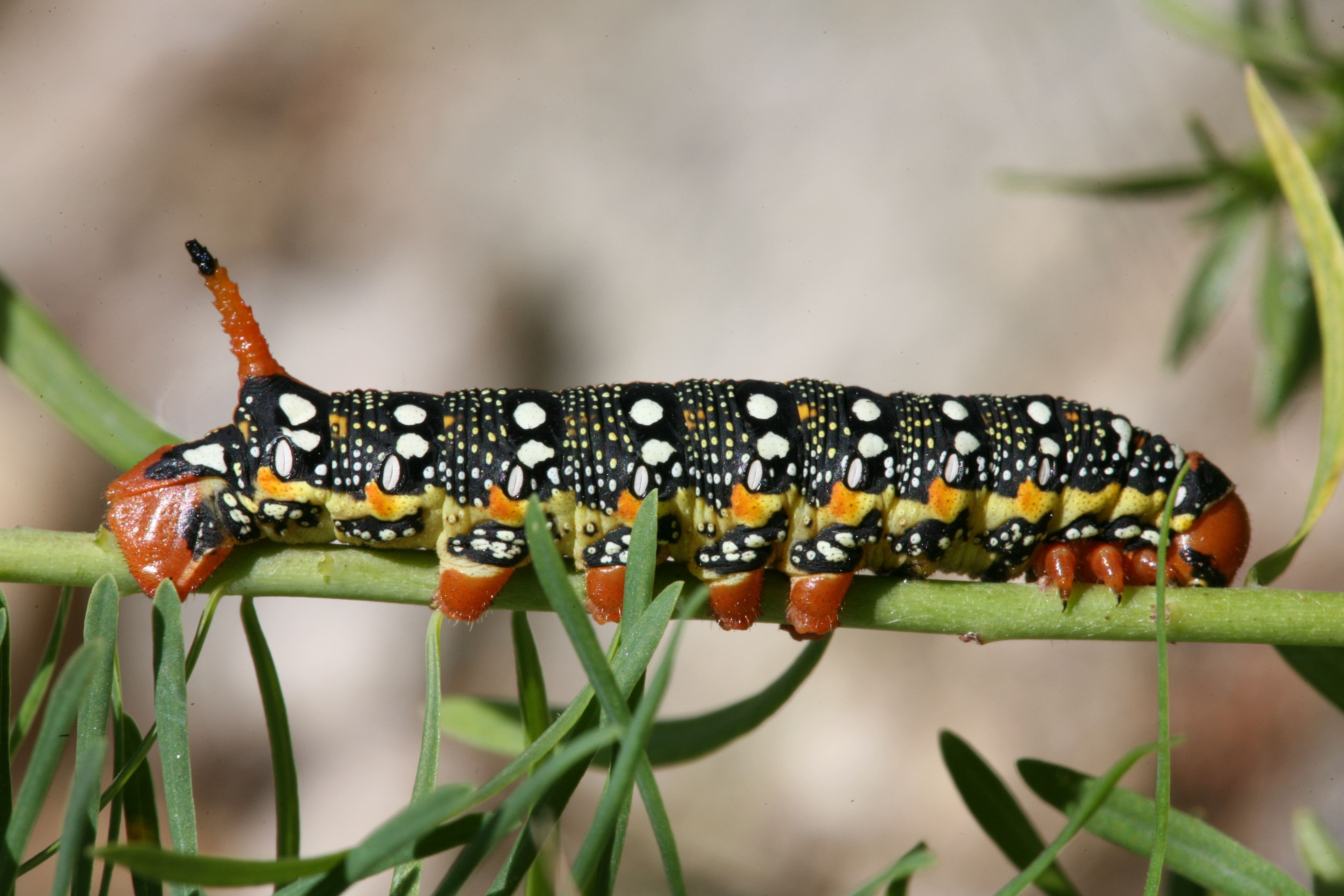
Гусеница
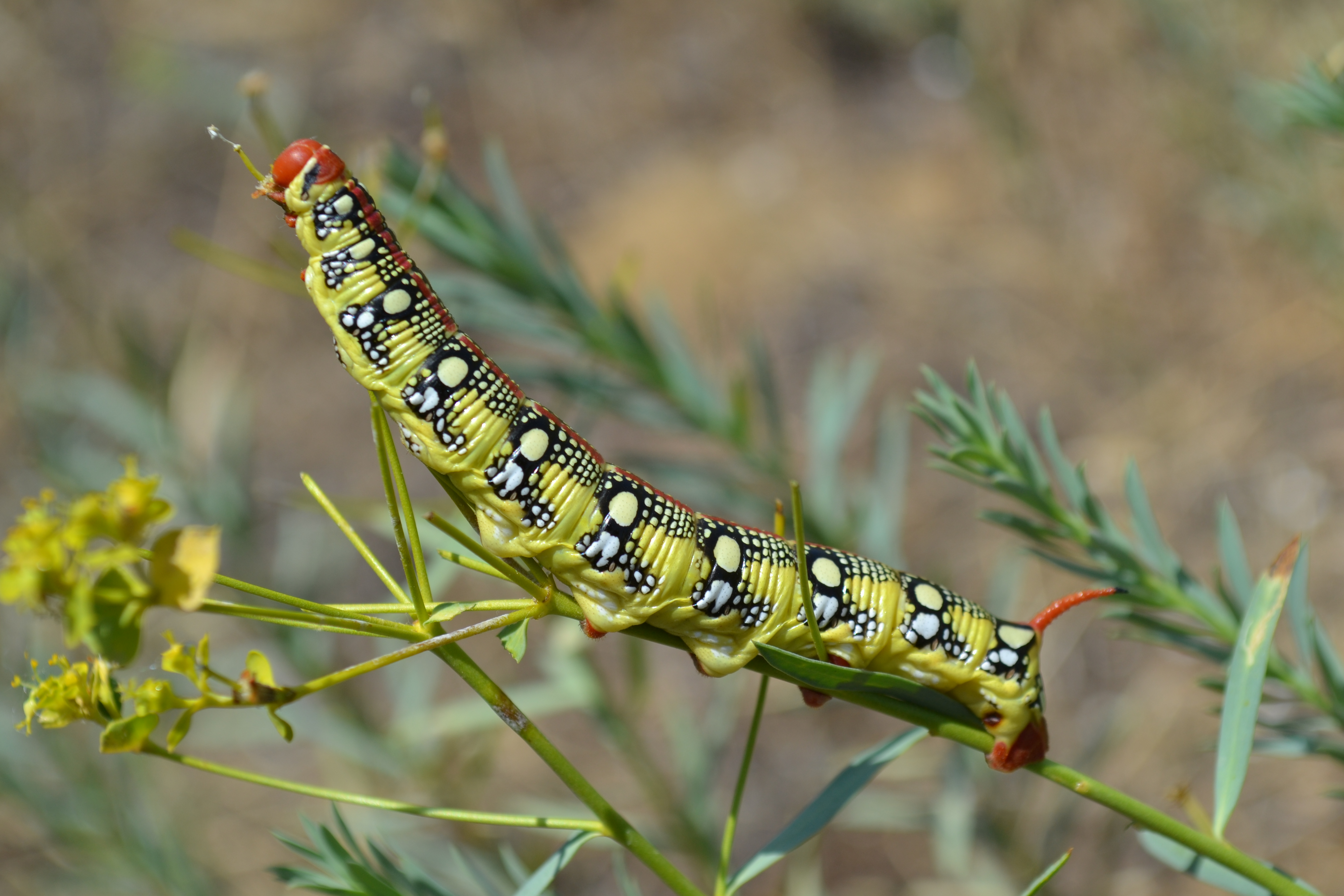
Гусеница
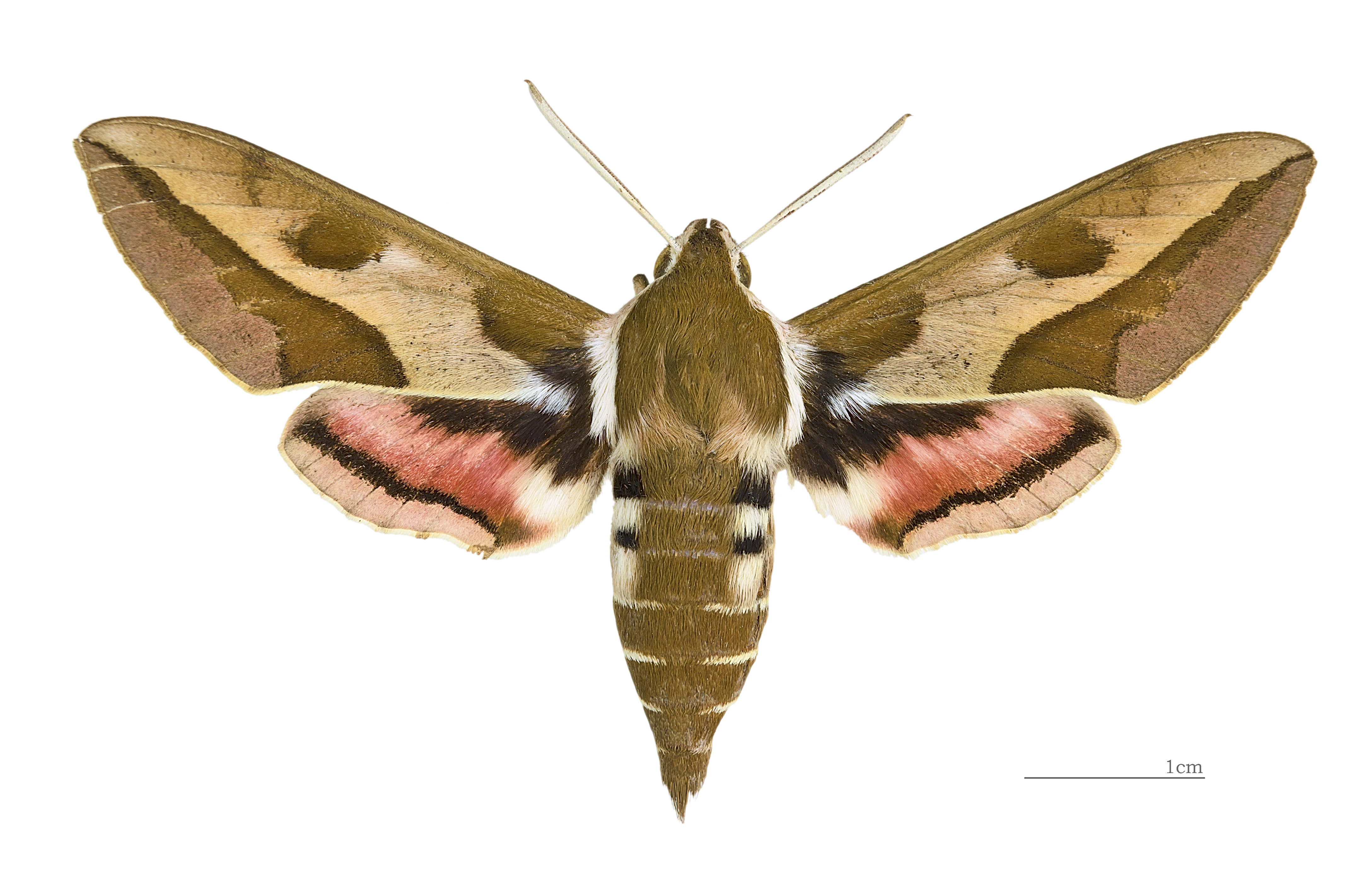
Самец
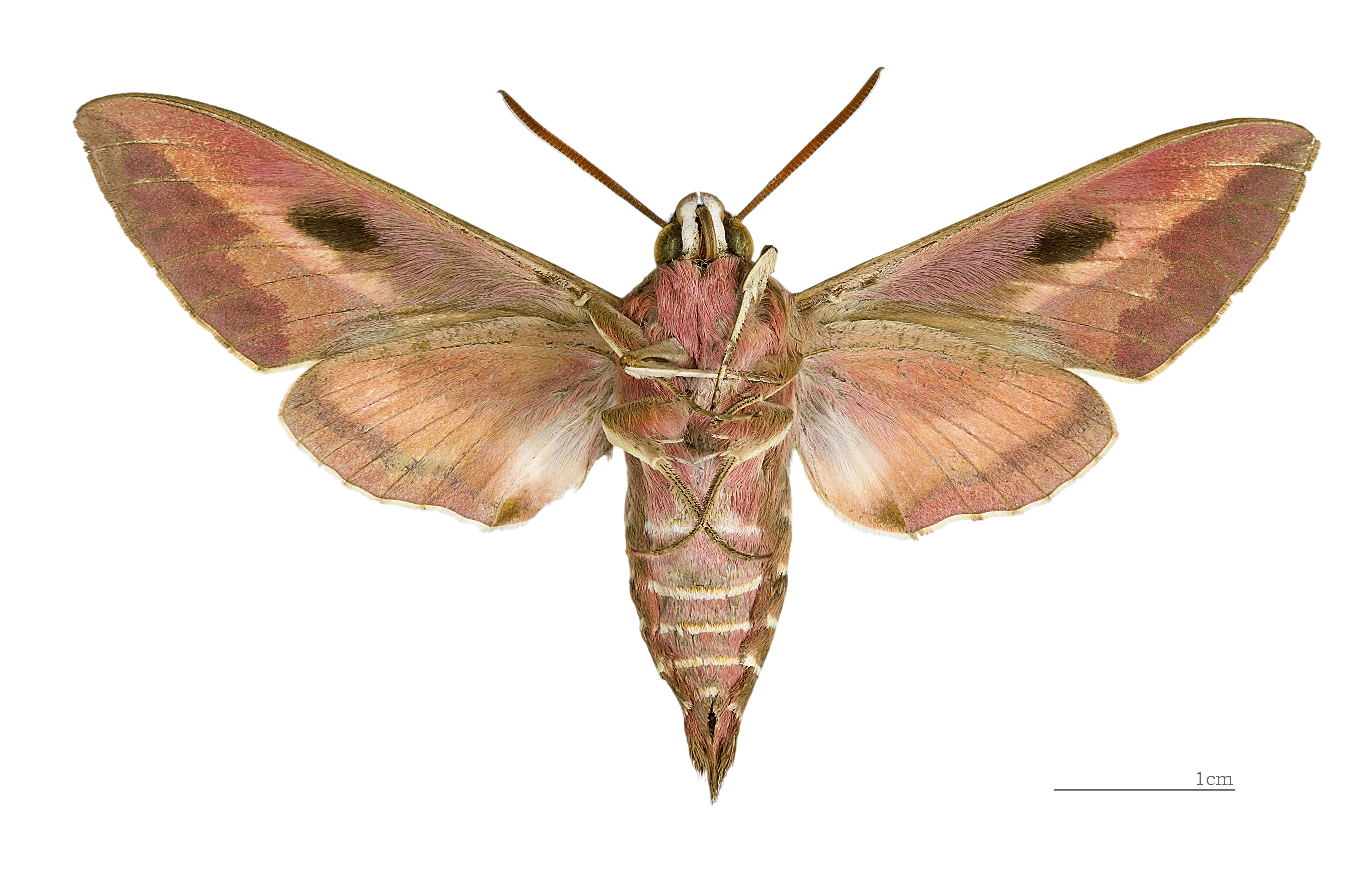
Самец (снизу)
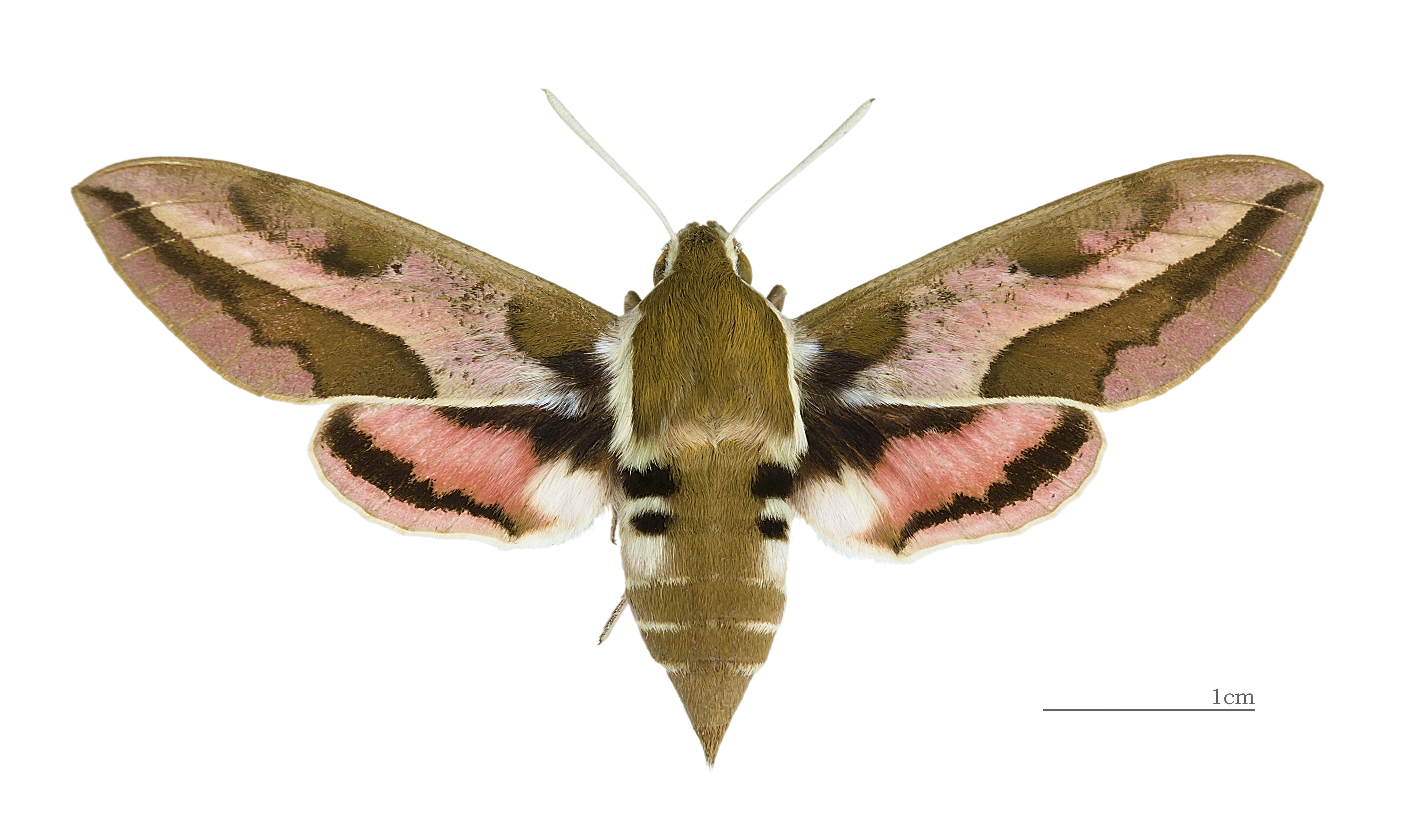
Самка
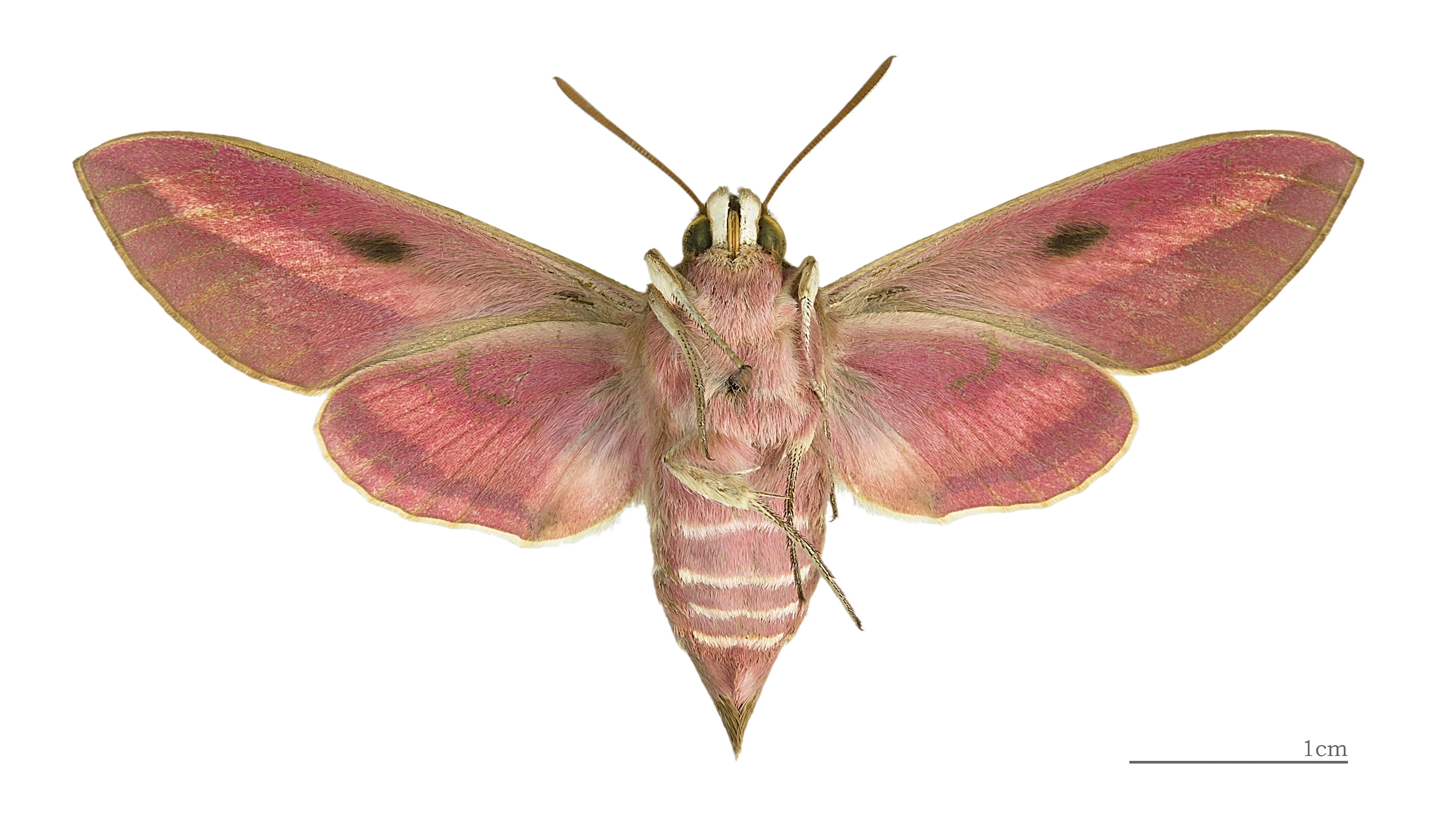
Самка (снизу)

Даёт два поколения: I — июнь — июль, II — август — сентябрь.
Ареал охватывает Южную и Центральную Европу, Малую Азию, Иран, Восточный Афганистан. Отмечена на юге европейской части России, Кавказе, в Приуралье, Средней Азии, Казахстане, на юге Западной Сибири. Мигранты долетают до Карелии.